# Liste islamischer Pilgerstätten

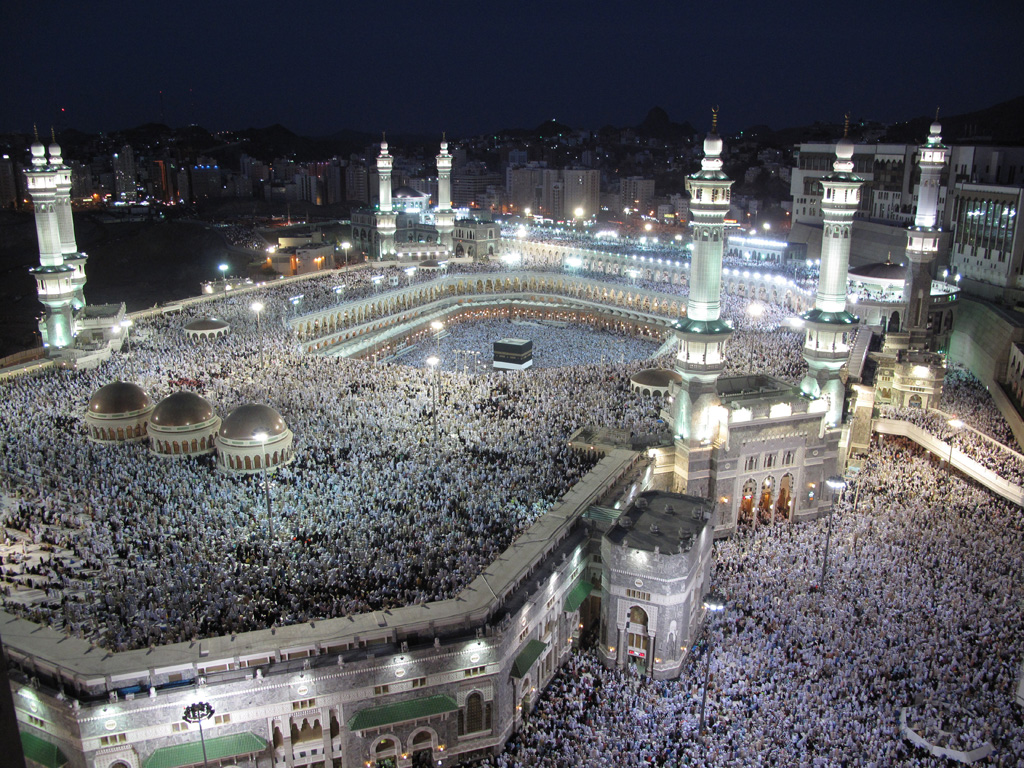
Heilige Moschee in Mekka mit der Kaaba, dem zentralen Heiligtum des Islam

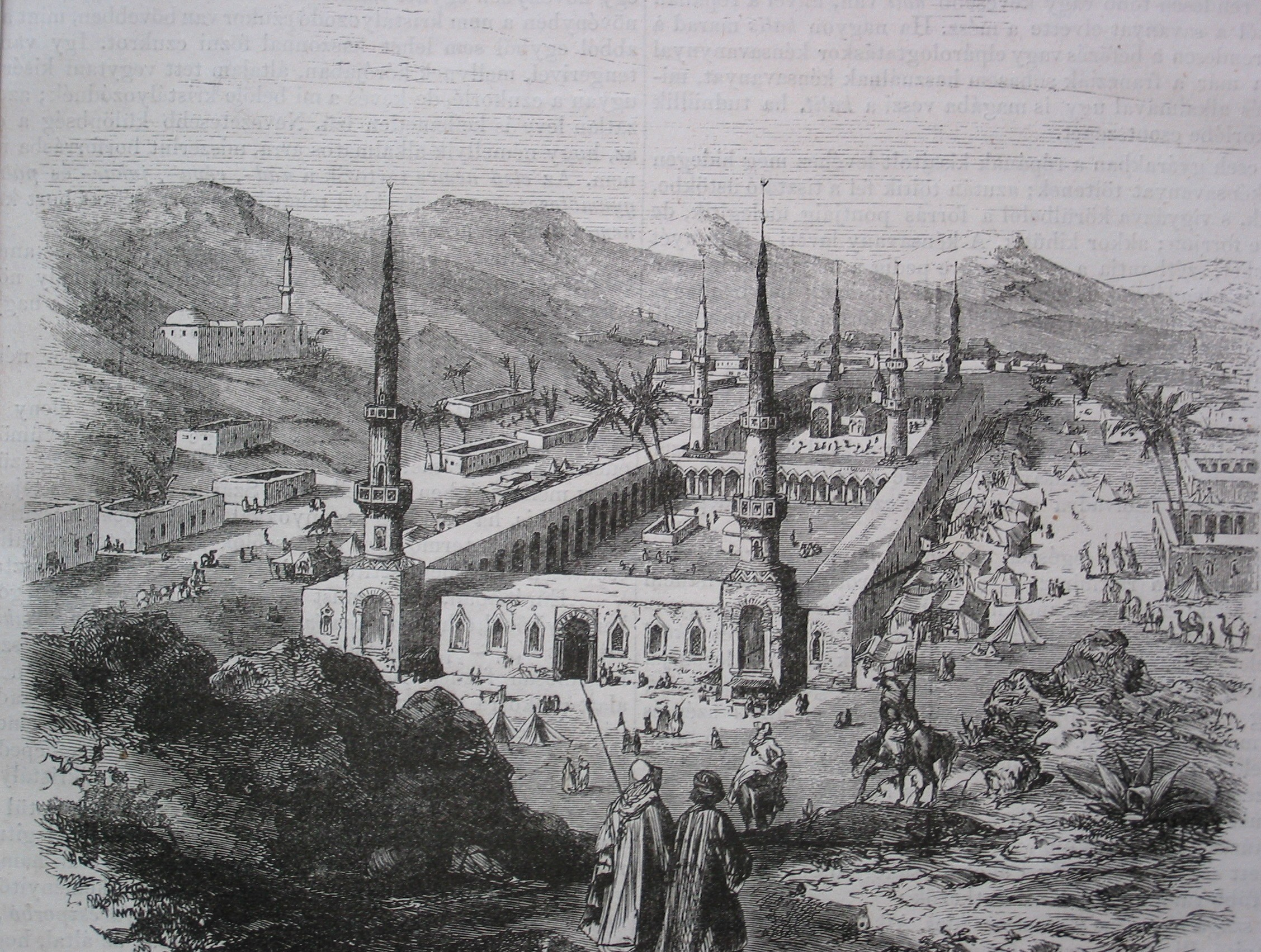
Hauptmoschee von Medina mit dem Grab Mohammeds. Stahlstich (19. Jhd.)

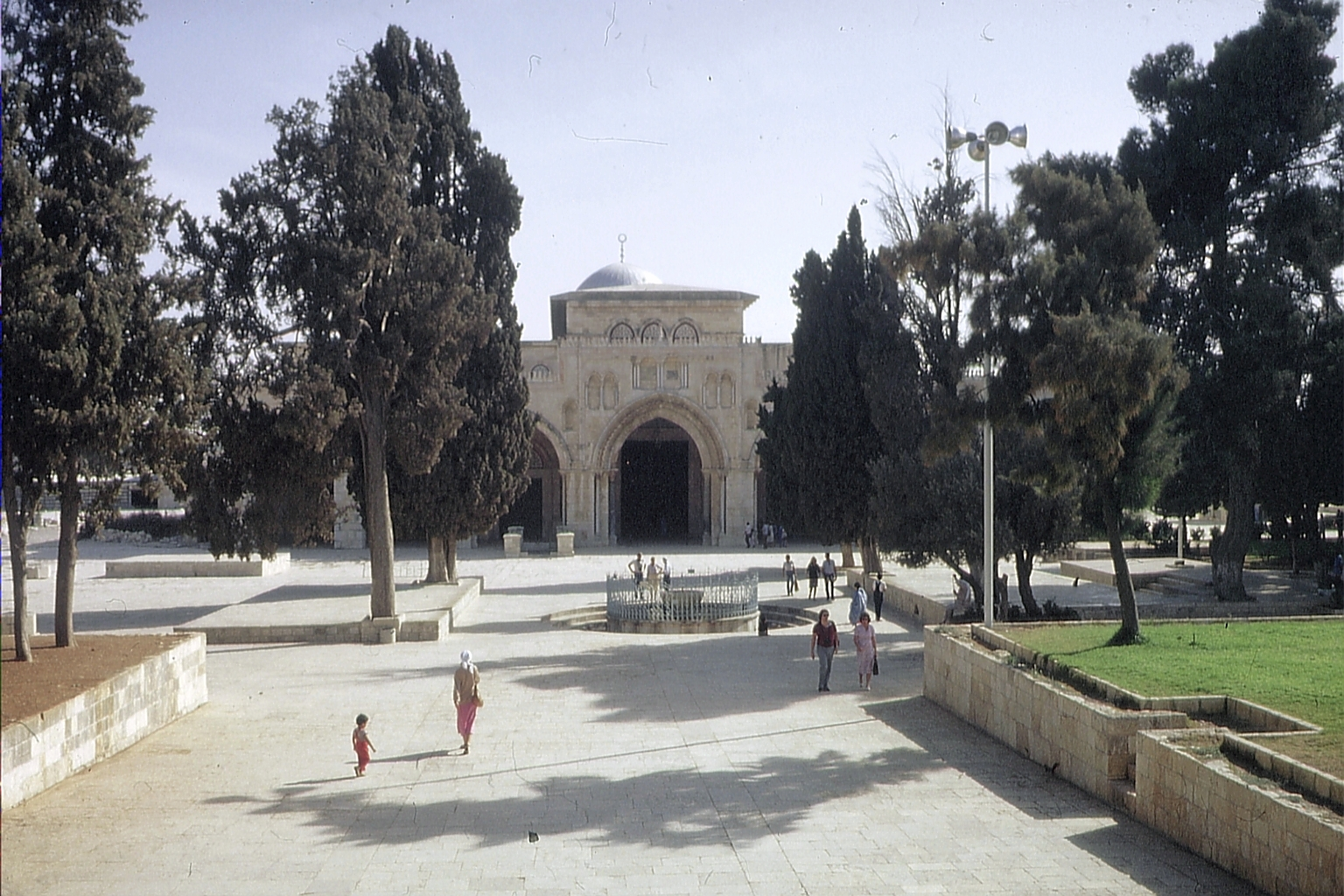
al-Aqsa-Moschee, Jerusalem, Eingangsbereich auf der Nordseite, 1981

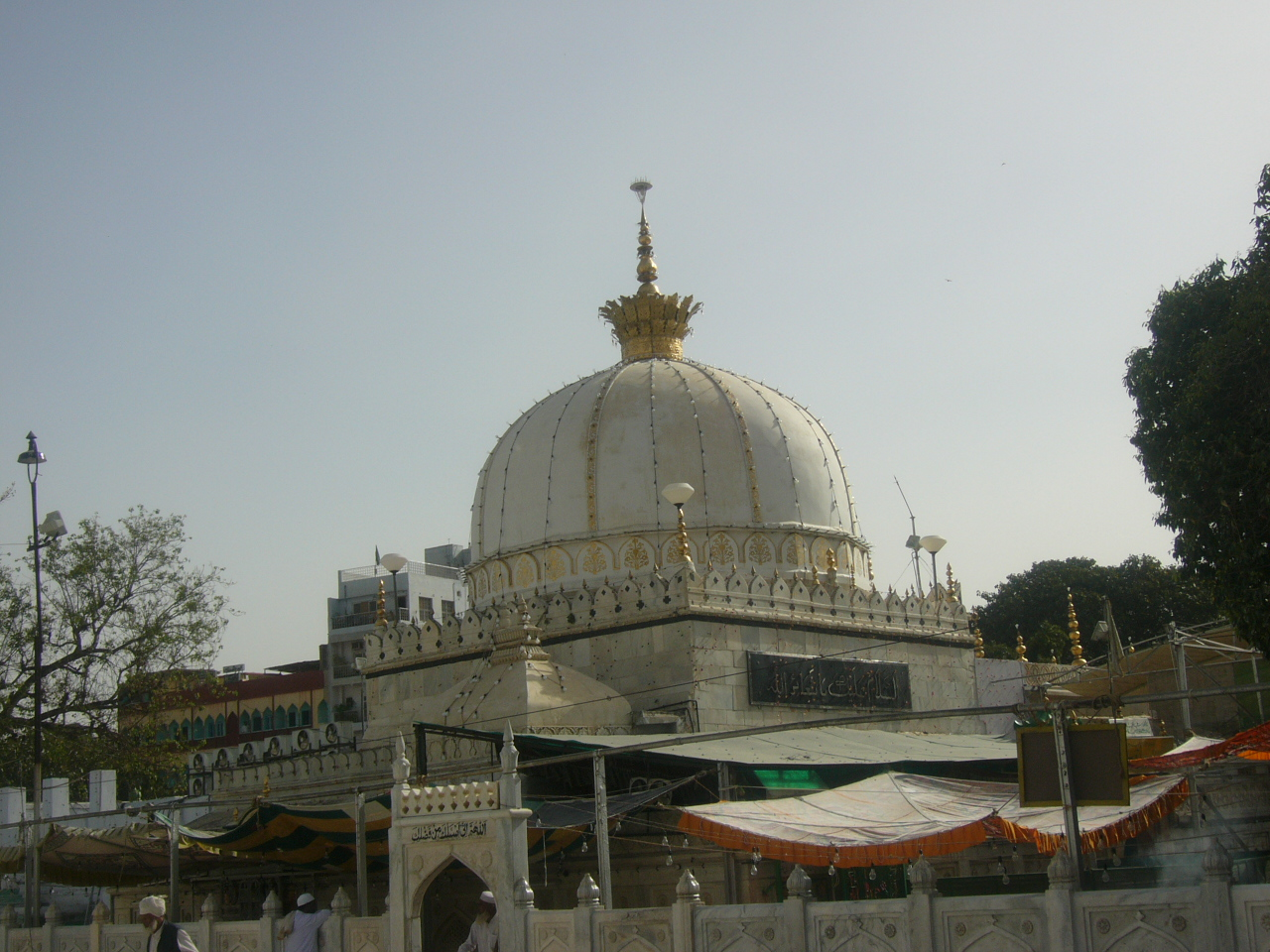
Dargah of Khawaja. Moinuddin Chishtī, Ajmer, India

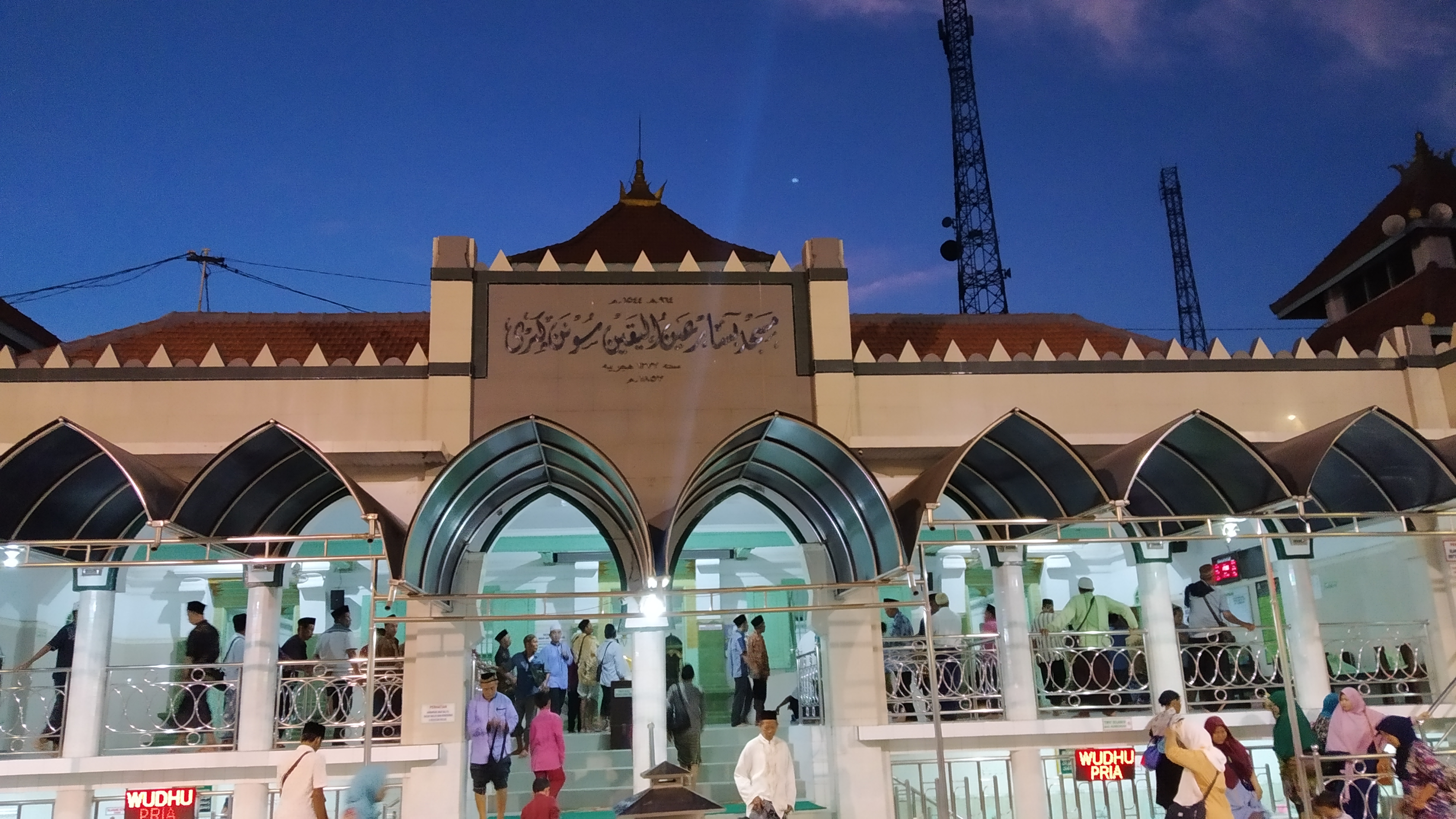
Makam Sunan Giri Selasar Masjid Moschee

Schrein von Hazat Apaks in China

Dies ist eine Liste islamischer Pilgerstätten. Als solche gelten alle Orte, denen Muslime einen religiösen Besuch (ziyāra) oder speziell die Pilgerfahrt (haddsch; siehe auch umra) abstatten, vor allem die großen Pilgerstädte des Islam wie die vier Heiligen Städte Mekka, Medina, Jerusalem und Hebron oder die Gräber der Imame der Zwölfer-Schiiten (Imamiten) aber auch viele andere Städte und Stätten fallen darunter.
Die Wallfahrt nach Mekka (arabisch حج, DMG Ḥaǧǧ) ist für einen Muslim verpflichtend, soweit er die Voraussetzungen dazu erfüllt.
Islamische Pilgerstätten bzw. heilige Stätten gibt es neben Saudi-Arabien, dem Irak und dem Iran in vielen weiteren Ländern und Regionen.

## Übersicht (Auswahl)

### Afghanistan
- Blaue Moschee (Ali-Mausoleum) in Masar-e Scharif, die Grabstätte Imam Alis im Glauben der afghanischen Bevölkerung

### Ägypten
- Imam-Husain-Moschee, Kairo
- Grabstätte von Malik al-Aschtar[2]
- Mausoleum von Ahmad al-Badawi, Tanta
- Grab von Nafisa, Kairo

### Äthiopien
- Scheich-Hussein-Schrein[3] (Scheich Nur Hussein)

### Volksrepublik China
- Apak-Hodscha-Mausoleum, Grab Hazrat Apaks[4] (ca. 1626–1695) und seiner Familienmitglieder in der Stadt Kaschgar des autonomen Gebiets Xinjiang
- Heytgah-Moschee, Kaschgar, autonomes Gebiet Xinjiang
- Ma Laichi-Mausoleum (Hua Si Gongbei), Linxia, Provinz Gansu

### Indien
- Schrein von Muinuddin Chishti, Ajmer

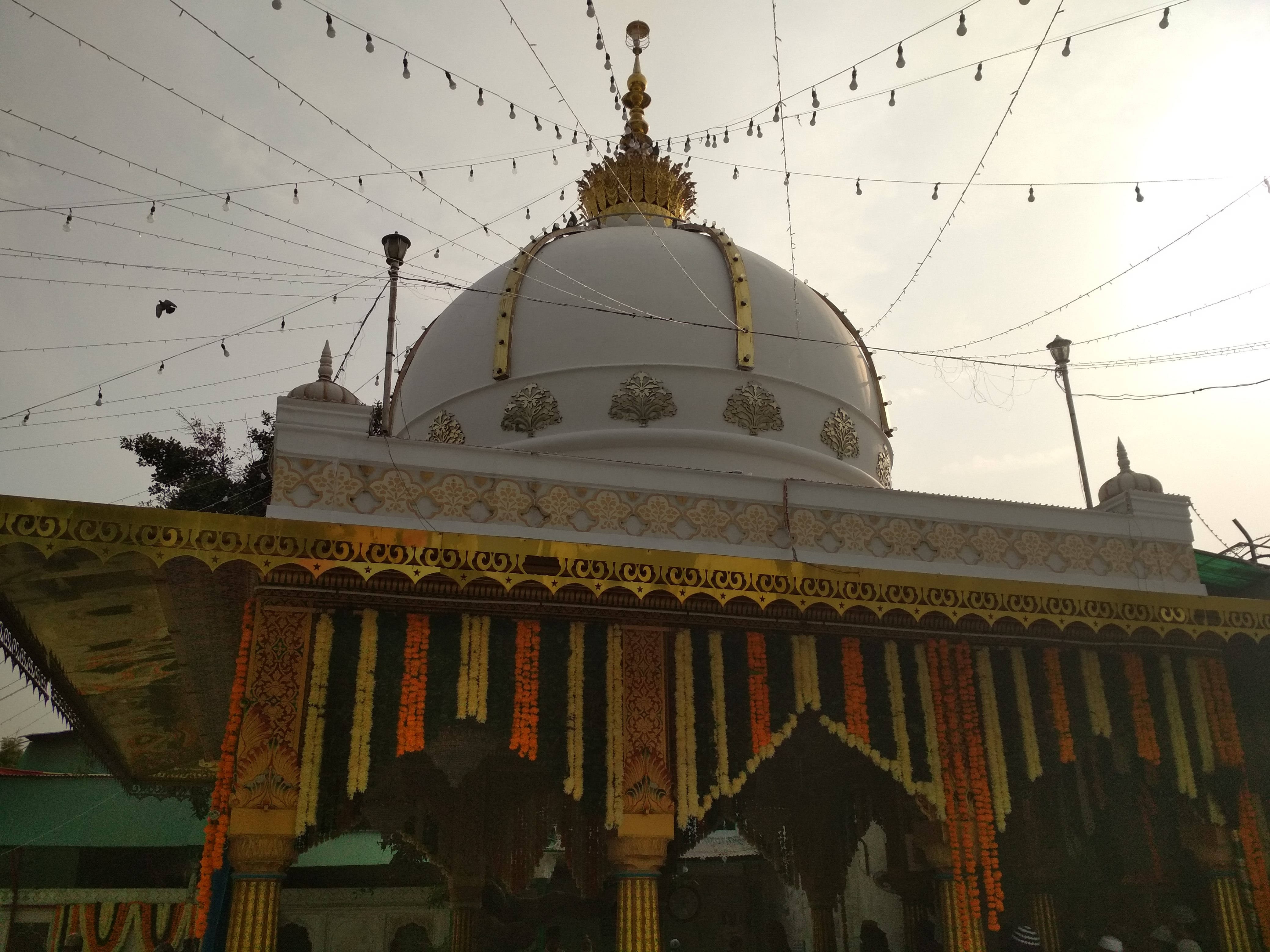
Schrein von Qutbuddin Bakhtiar Kaki

- Schrein von Qutbuddin Bakhtiar Kaki, Mehrauli

### Indonesien
- Schrein von Sunan Giri[5]

### Irak
- Imam-Ali-Moschee, Nadschaf, wo Ali nach herrschender schiitischer Ansicht liegt
- weitere Mausoleen und Gedenkstätten der Zwölf Imame
- in Kerbela (Imam-Husain-Schrein)
- Große Moschee von Kufa, Kufa
- Al-Askari-Schrein, Samarra
- Al-Kazimiyya-Moschee, al-Kazimiyya, Vorort von Bagdad

mit den Gräbern folgender Imame der Zwölferschiiten:
7. Mūsā al-Kāzim
9. Muhammad al-Taqi

### Iran
- Mausoleum des Chomeini, Teheran
- Schrein von Fātima al-Ma’sūmah, Ghom
- Dschamkarān-Moschee, Ghom
- Schah Tscheragh, Schiras
- Grab Daniels, Susa
- Grab Imam Rezas, Maschhad
- Schah-Abdol-Azim-Schrein, Rey

### Palästina/Israel
- Schrein von Abraham (al-Ḥaram al-Ibrāhīmī), Hebron/al-Chalil
- al-Aqsa-Moschee
- Felsendom

### Kasachstan
- Mausoleum von Hodscha Ahmad Yasawi, in der Stadt Yasi (heute Türkistan)

### Marokko
- Moulay Idris

### Niger
- Gräber der 99 Heiligen, Madarounfa

### Pakistan
- Schrein von Baba Farid, Pakpattan

### Russland
- Grab von Kunta Haddschis Mutter (Tschetschenien)

### Saudi-Arabien
- al-Haram-Moschee in Mekka mit der Kaaba
- Prophetenmoschee in Medina mit dem Grab Mohammeds
- Höhle Hira, bei Mekka
- Moschee von Qubāʾ, Medina
- Dschannat-ul-Baqi (Al-Baqi'-Friedhof), Medina

mit den Grabstätten der folgenden Imame der Zwölferschiiten:
2. Hasan ibn 'Alī (al-Hasan)
4. Ali Zain al-Abidin
5. Muhammad al-Bāqir
6. Dschafar al-Sadiq
- Dschannat-ul-Mualla, Mekka

mit den Grabstätten von Chadidscha, Abu Talib, Abd Manaf, Abdul Mutallib, Qasim ibn Muhammad Al-Qasim al-Rassi
- Teufelssteinigung oder Steinigung der jamarāt in Mina, siehe dazu Dschamarat-Brücke

### Somalia
- Aw-Barkhadle-Schrein, Dhogor, bei Hargeisa

### Syrien
- Schrein von Zainab bint Ali, Damaskus
- Bāb al-Saghīr (Friedhof), Damaskus

### Türkei
- Mausoleum Dschalaleddin Rumis, Konya
- Mausoleum von Hadschi Bektasch, Nevşehir
- Balıklıgöl, Şanlıurfa[7][8]

### Zypern
- Hala Sultan Tekke, südwestlich von Larnaka